# Leave Them Alone
A Leave Them Alone a holland Twenty 4 Seven 1994. június 30-án megjelent 4. és egyben utolsó kislemeze a Slave to the Music című albumról. A dal hazájában, Hollandiában Top 10-es dal volt, és a 9. helyet érte el a slágerlistán. Spanyolországban a dal nagyon népszerű volt, és a 6. helyezést érte el. Az Eurochart Top 100-as listán a dal a 39. lett. A "Leave Them Alone"  az Egyesült Államokban is megjelent az Is It Love és a Take Me Away helyett. Az album verzióban Stay-C énekel, és a rapbetéteket is ő adja elő. A kislemez tartalmaz egy Greatest Hits Megamixet, valamint az I Can't Stand It című dal 94-es verzióját.

## Számlista
| Hollandia 1. "Leave Them Alone" (Rap Single Mix) — 3:34 2. "Leave Them Alone" (RVR Long Version Rap) — 4:30 3. "I Can't Stand It '94" (The 1994 Remake) — 5:19 4. "Greatest Hits Megamix" — 13:15 5. "Slave To The Music" (Ferry & Garnefsky Club Mix) — 5:02 6. "Is It Love" (Dancability Club Mix) — 5:04 7. "Take Me Away" (E & M Club Mix) — 5:03 8. "Leave Them Alone" (RVR Version) — 4:05 Németország 1. "Leave Them Alone" (Factory Team Remix) — 5:50 2. "Leave Them Alone" (Factory Club Edit) — 5:52 3. "Leave Them Alone" (Factory Spanish Remix) — 5:40 4. "Leave Them Alone" (Radio Edit) — 4:15 5. "Leave Them Alone" (El Tzigano) — 5:38 Ausztrália 1. "Leave Them Alone" (Rap Single Mix) — 3:34 2. "Leave Them Alone" (RVR Long Version Rap) — 4:30 3. "I Can't Stand It '94" (The 1994 Remake) — 5:19 4. "Greatest Hits Megamix" — 13:15 5. "Slave To The Music" (Ferry & Garnefsky Club Mix) — 5:02 6. "Is It Love" (Dancability Club Mix) — 5:04 7. "Take Me Away" (E & M Club Mix) — 5:03 8. "Leave Them Alone" (RVR Version) — 4:05 US 1. "Leave Them Alone" (Album Version) — 3:59 2. "Leave Them Alone" (Rap Single Mix) — 3:30 3. "Leave Them Alone" (RVR Long Version Rap) — 4:25 4. "Leave Them Alone" (Factory Team Remix) — 5:45 5. "Leave Them Alone" (Factory Spanish Remix) — 5:38 6. "Keep On Goin'" — 3:56 | 1. "Slave To The Music" (Ferry & Garnefsky Mix) — 3:09 2. "Is It Love" (Dancability Club Mix) — 3:20 3. "Take Me Away" (E & M Club Mix) — 2:58 4. "Leave Them Alone" (RVR Version) — 3:33 Hollandia 1. "Leave Them Alone" (Rap Single Mix) — 3:34 2. "Leave Them Alone" (Album Version) — 3:46 Franciaország 1. "Leave Them Alone" (Rap Single Mix) — 3:34 2. "Leave Them Alone" (Album Version) — 3:46 Olaszország 1. "Leave Them Alone" (Factory Club Edit) — 5:52 2. "Leave Them Alone" (Factory Team Remix) — 5:50 3. "Leave Them Alone" (Factory Spanish Remix) — 5:40 4. "Leave Them Alone" (Radio Edit) — 4:15 5. "Leave Them Alone" (El Tzigano) — 5:38 |

## Slágerlista
| Slágerlista (1994)                                            | Legjobb helyezések |
| ------------------------------------------------------------- | ------------------ |
| Ausztrália (ARIA)                                             | 89                 |
| Ausztria (Ö3 Austria Top 40)                                  | 23                 |
| Belgium (Ultratop 50 Flanders)                                | 41                 |
| Dánia (IFPI)                                                  | 12                 |
| Európa (European Hot 100 Singles)                             | 48                 |
| Európa (Eurochart Hot 100)                                    | 39                 |
| Finnország (Suomen virallinen lista)                          | 17                 |
| Németország (Official German Charts)                          | 36                 |
| Hollandia (Dutch Top 40)                                      | 13                 |
| Hollandia (Single Top 100)                                    | 9                  |
| Spanyolország (ALEF MB)                                       | 6                  |
| Svédország (Sverigetopplistan)                                | 34                 |
| Egyesült ÁllamokBillboard Bubbling Under Hot 100 Singles      | 11                 |
| Egyesült Államok Billboard Hot Dance Music/Maxi-Singles Sales | 42                 |

| Slágerlista (1994)                 | Helyezések |
| ---------------------------------- | ---------- |
| Ausztria (Ö3 Austria Top 40)       | 27         |
| Belgium (VRT Top 30 Flanders)      | 42         |
| Európa (European Hot 100 Singles)  | 68         |
| Németország (Media Control Charts) | 99         |
| Hollandia (Dutch Top 40)           | 98         |
| Hollandia (Single Top 100)         | 86         |
| Svédország (Sverigetopplistan)     | 37         |